# Jardim Terras Sul
O Jardim Terras do Sul é um bairro localizado na região sul do município brasileiro de São José dos Campos, no estado de São Paulo. Faz divisa com o Bosque dos Eucaliptos, Jardim Morumbi,  Jardim Oriente,  Residencial Sol Nascente  e  Jardim Sul , este último possui maior integração, assim os dois formam praticamente um bairro só.

## História
O bairro teve sua criação aprovada como loteamento em 1991   a partir de um desmembramento do antigo Bairro Colônia Paraíso.
Descrevendo de forma geral o conteúdo do projeto original, este possui uma área pública que margeia o córrego Senhorinha e uma praça (chamada no projeto de área verde 01), entre as ruas Maria de Lourdes Pereira (rua 7) e a rua Orlando Balbino da Silva (rua 8), possui também uma área institucional localizada na Avenida Fusanobu Yokota (Avenida 1), junto à outra praça (área verde 02), locais onde hoje existem uma praça com academia ao ar livre e uma quadra poliesportiva. Ainda no projeto inicial, nota-se uma área remanescente, com acesso pela rua Angelo Bravini, onde hoje se encontra o campo de futebol cedido pela prefeitura ao Esporte Clube Oriente e por final uma área particular, também na Fusanobu Yokota, que compreende a área entre a rua Angelo Bravini e a Rua Totoni, onde foram construídos diversos empreendimentos imobiliários (condomínios de prédios).

## Principais vias
O bairro é cortado por duas avenidas principais, são elas:
- Avenida Fusanobu Yokota (Antiga Avenida 1) - Começa na Rua Totoni (sequencia da Avenida Gisele Martins), ligando o bairro ao Jardim Morumbi e cruza o bairro, de onde saem diversas ruas. É uma importante avenida onde está situada a principal praça do bairro, com a academia ao ar livre e a quadra poliesportiva, além disso em seu entorno se concentram alguns condomínios de prédios, Igrejas e comércios diversos.
- Avenida José César de Souza (Antiga Avenida 2) - Esta avenida é a entrada do bairro vindo do Bosque dos Eucaliptos e Jardim Oriente, passando pelo Residencial Esplanada do Sol, ela se estende até a entrada para o bairro vizinho Jardim Sul, continuando com o nome de Rua José de Resende. Nesta rua estão presentes os demais comércios do bairro.